# Simulium angustifrons
Simulium angustifrons är en tvåvingeart som först beskrevs av Günther Enderlein 1921.  Simulium angustifrons ingår i släktet Simulium och familjen knott.
Artens utbredningsområde är Frankrike. Inga underarter finns listade i Catalogue of Life.